# Chiosco della processione

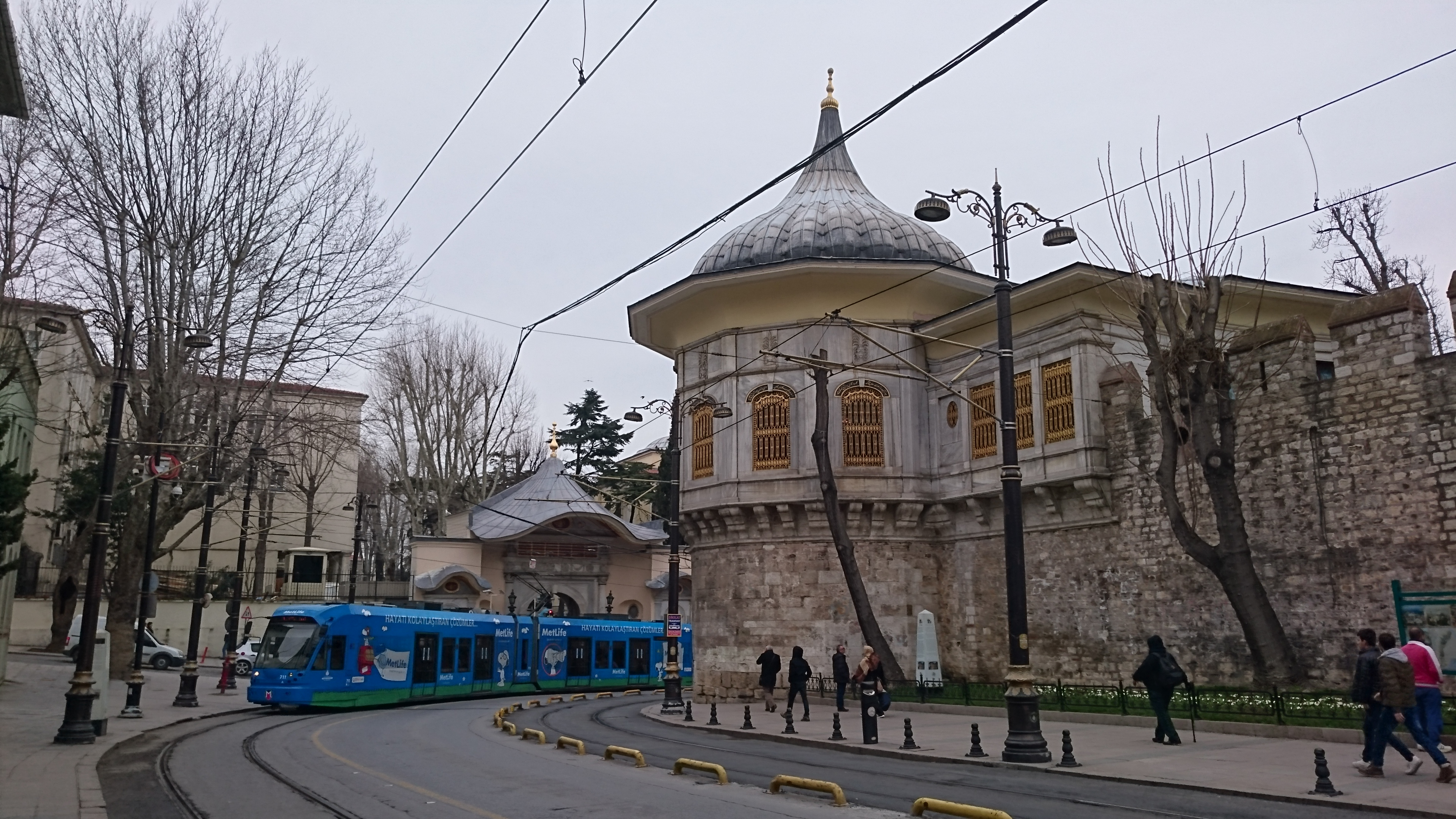
Chiosco della processione, attraverso la Sublime Porta (a sinistra).

Il Chiosco della Processione (in turco Alay Köşkü) è un edificio storico del XVI secolo sulle mura esterne del Parco di Gülhane accanto al Palazzo di Topkapı di Istanbul, in Turchia. Era usato dai sultani ottomani per ricevere il saluto durante le parate dei giannizzeri, così come un locale di piacere. L'edificio è situato di fronte alla Sublime Porta.
Nel 2011, l'edificio è stato trasferito al Ahmet Hamdi Tanpınar Literature Museum Library.

## Galleria d'immagini

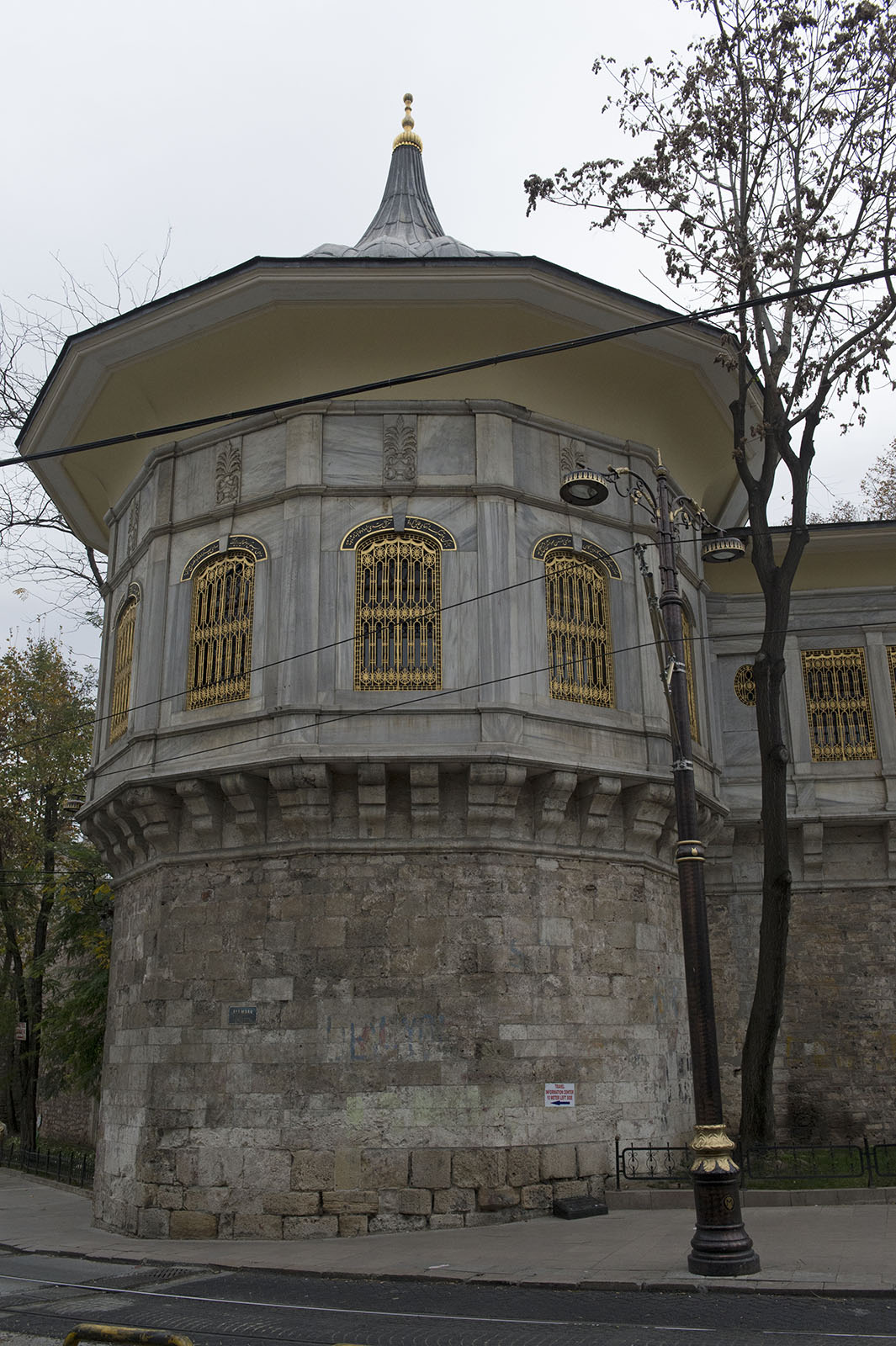
Chiosco della Processione esterno
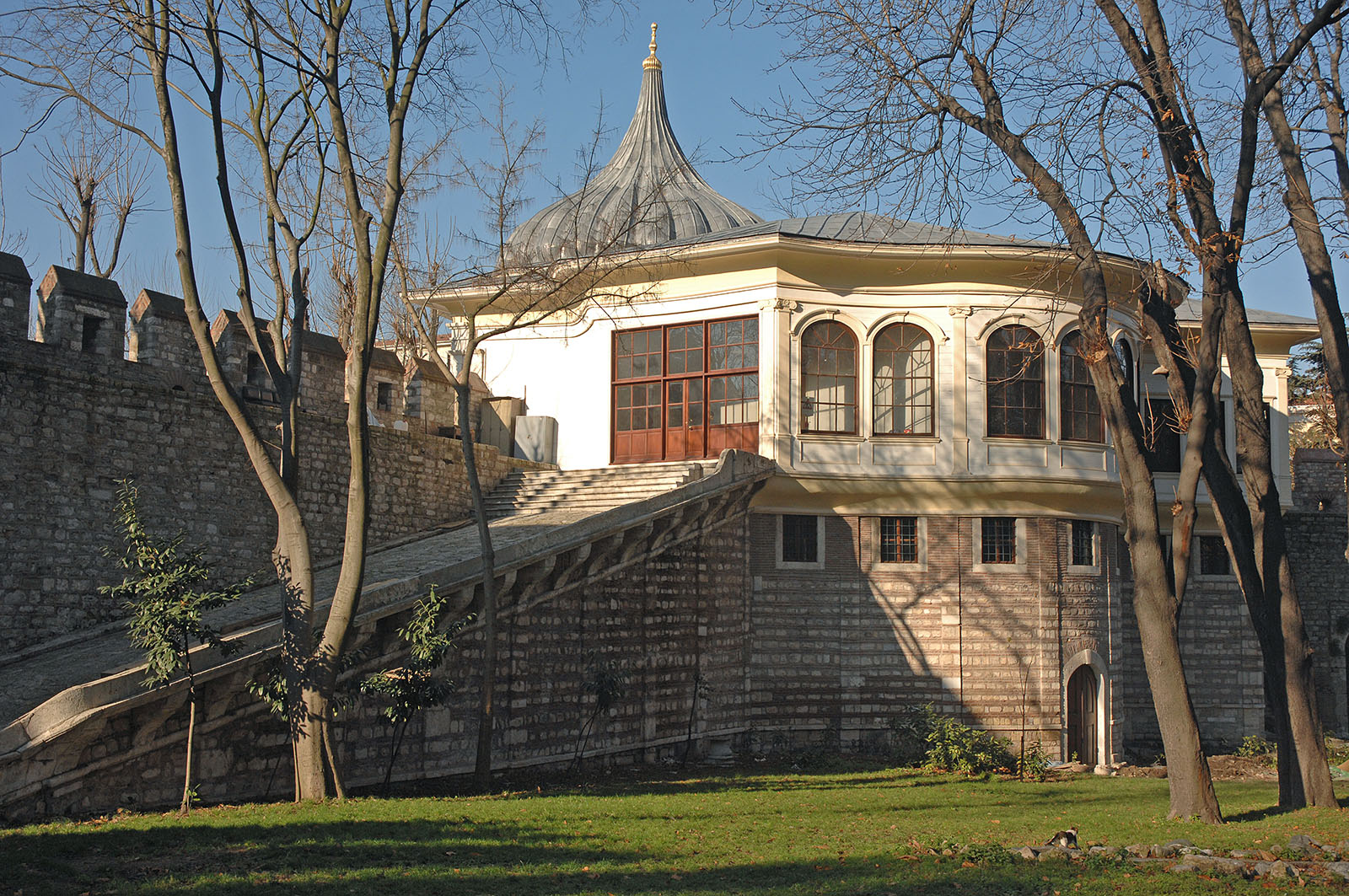
Chiosco della Processione dal parco
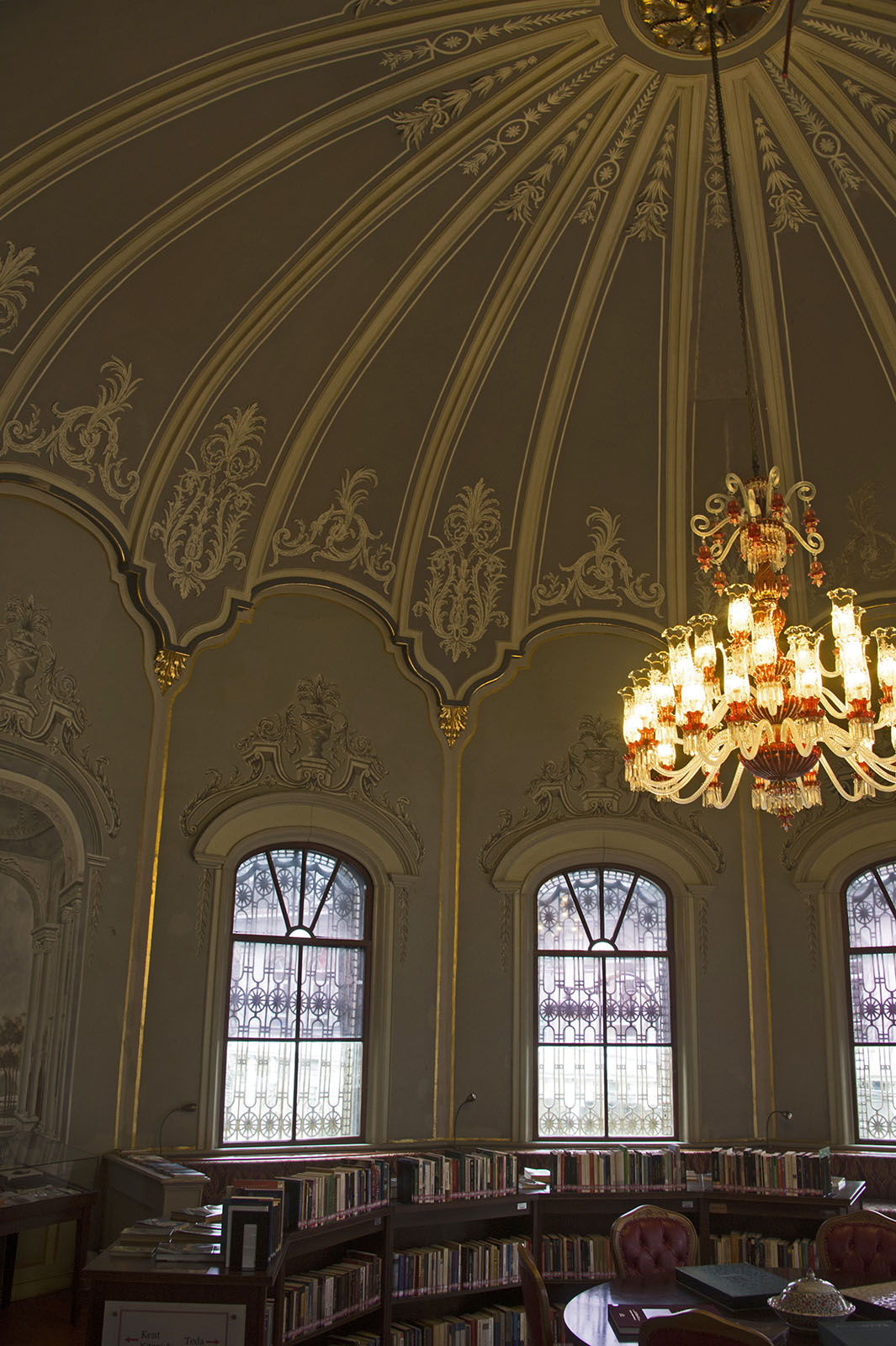
Chiosco della Processione interno
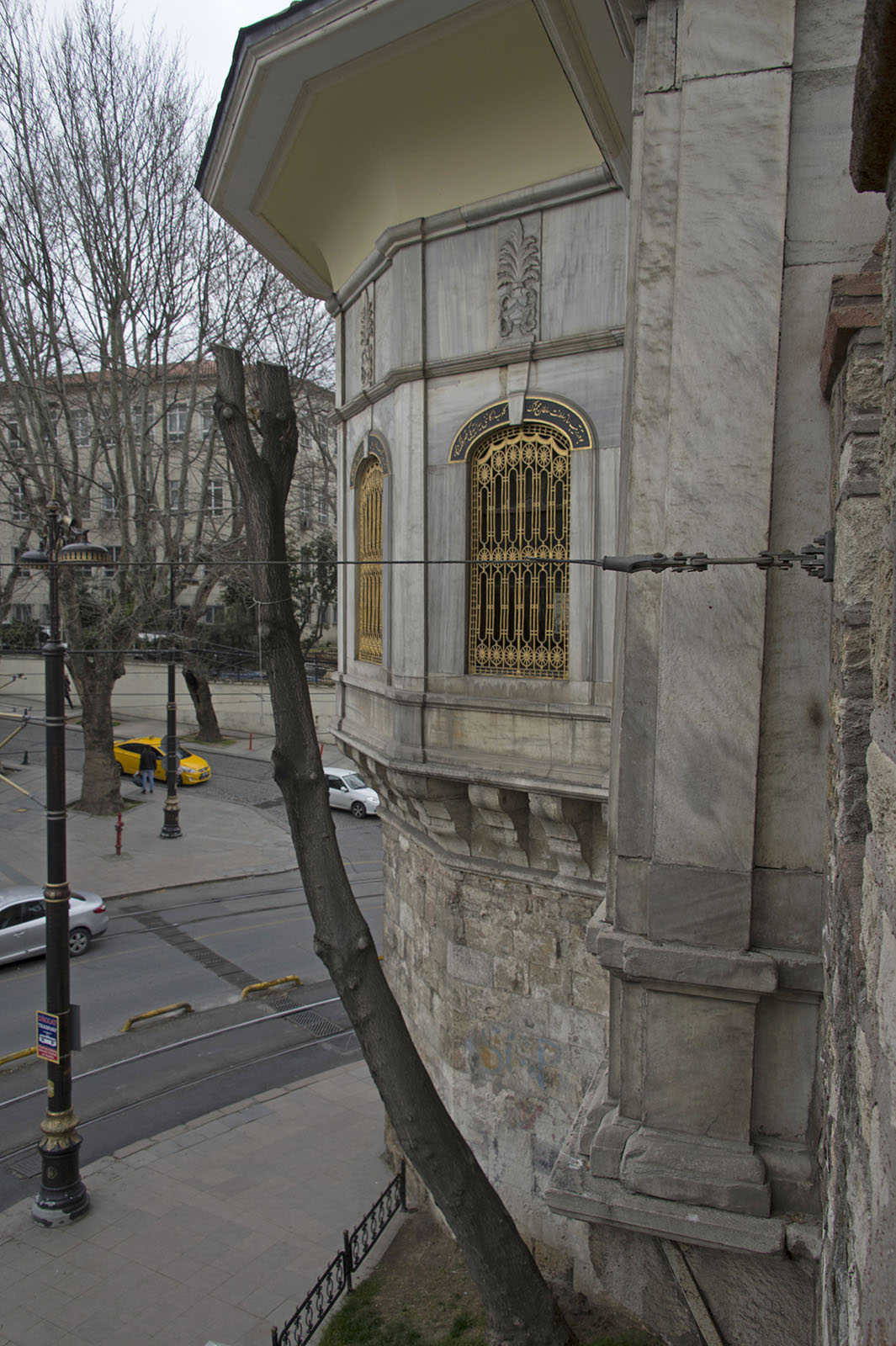
Chiosco della Processione esterno
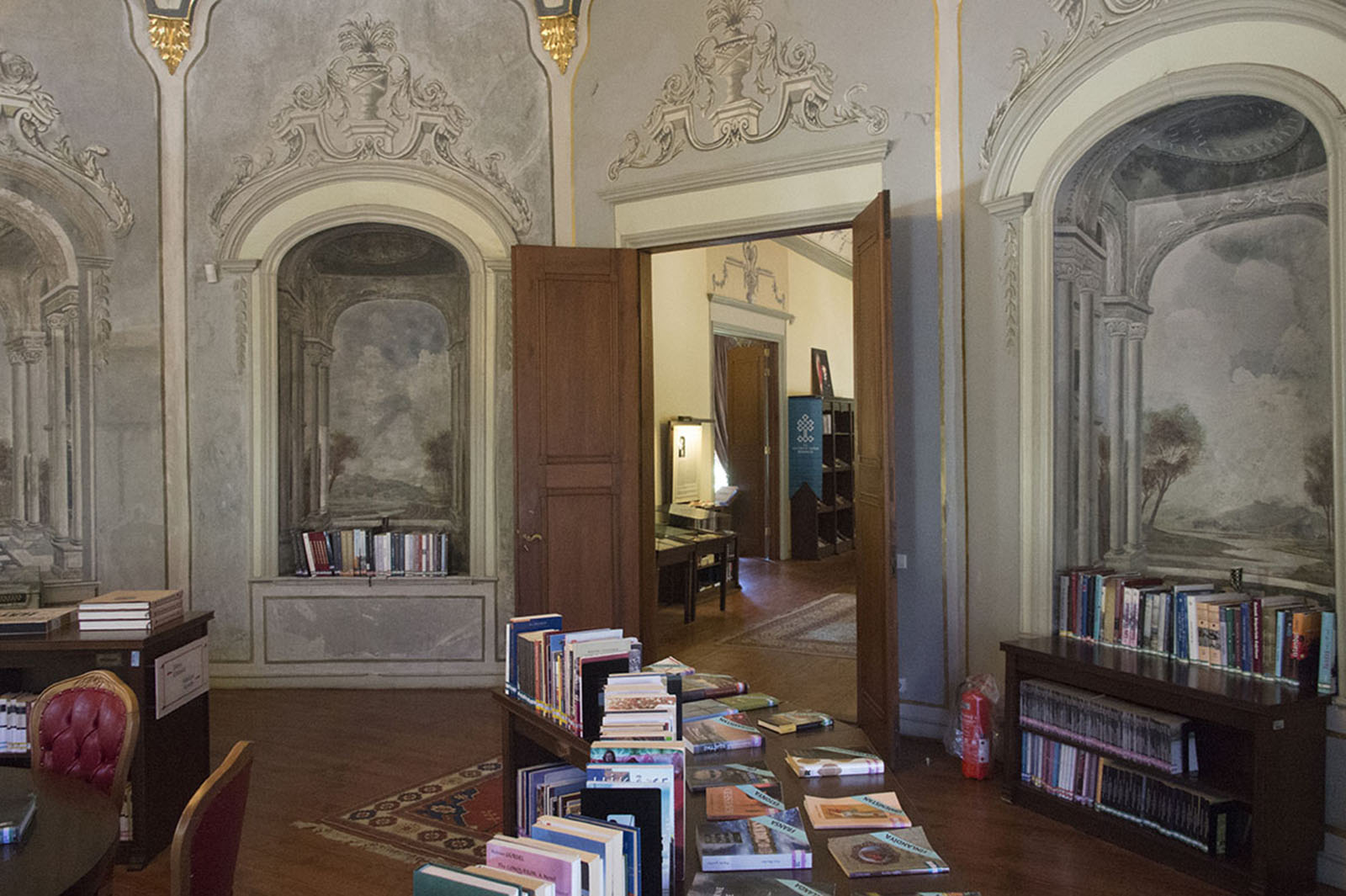
Chiosco della Processione interno
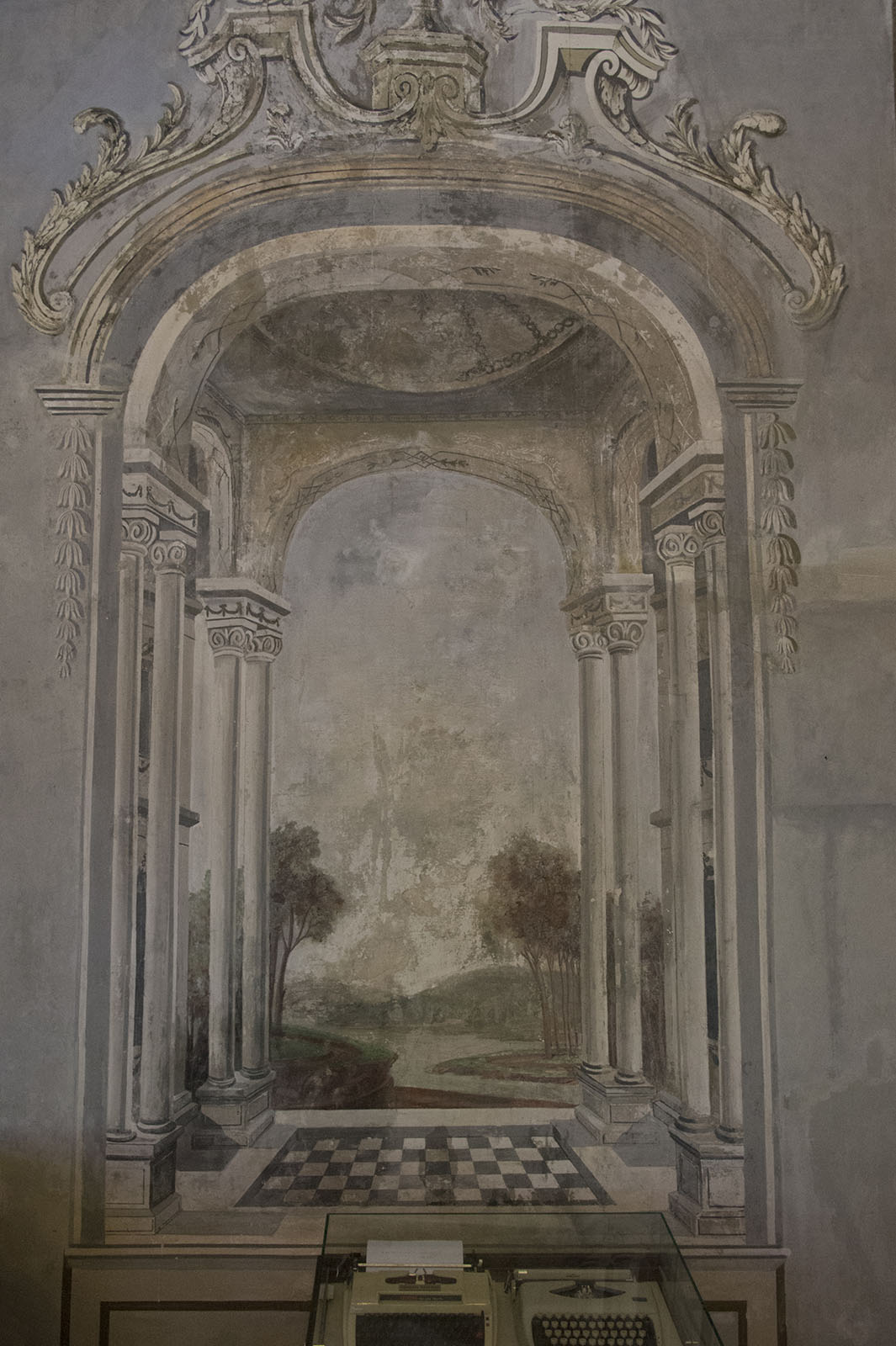
Chiosco della Processione pittura parietale
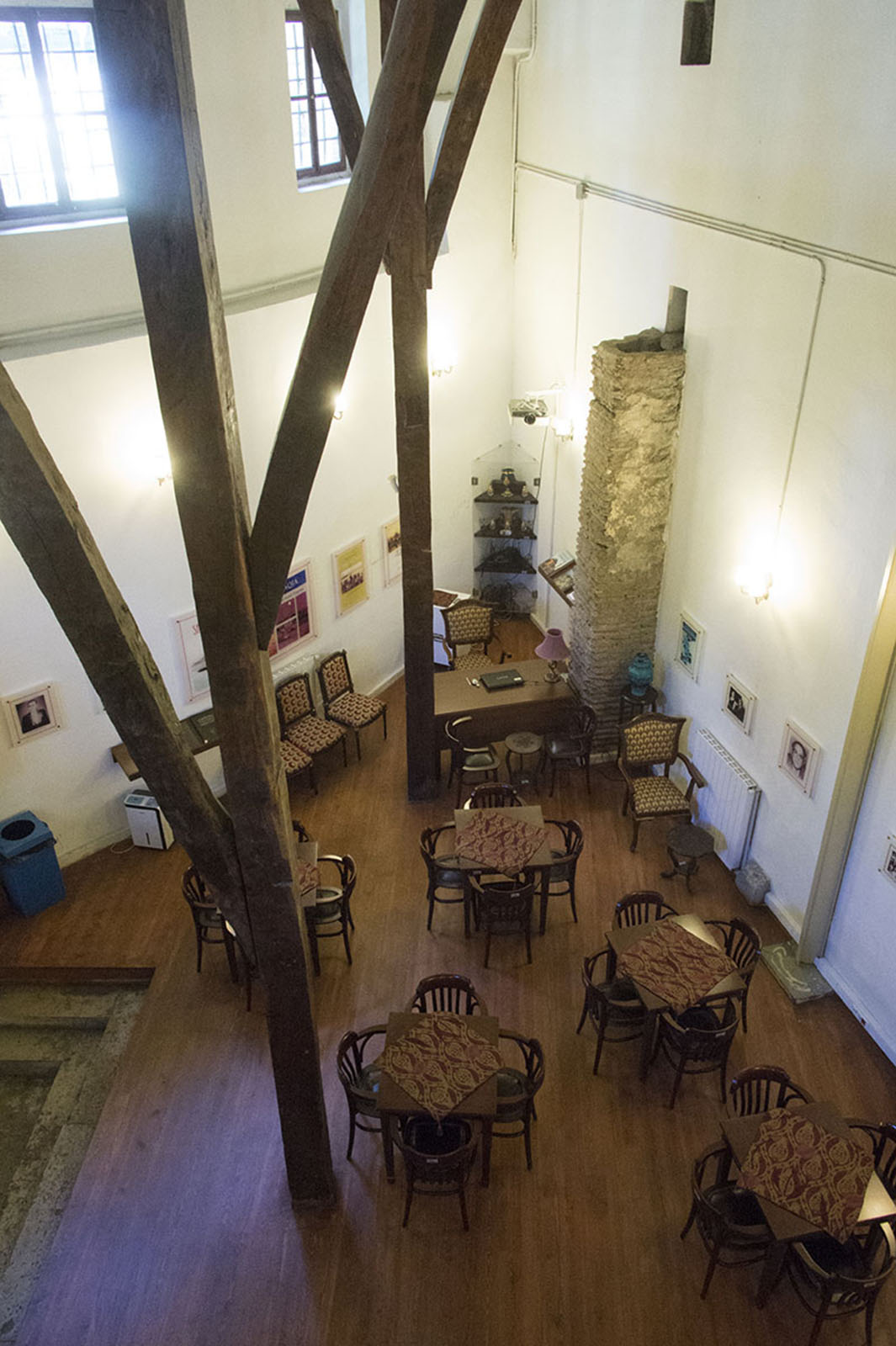
Chiosco della Processione piano inferiore